# Ana María Moncalvo
Ana María Moncalvo (Ciudad de Buenos Aires, 25 de diciembre de 1921 - Ibídem, 28 de diciembre de 2009) fue una grabadora y dibujante argentina. Finalizó sus estudios en la Escuela Superior de Bellas Artes Ernesto de la Cárcova con honores, donde también trabajó como docente, al igual que en la Escuela Nacional de Bellas Artes Prilidiano Pueyrredon y en la Universidad Nacional de La Plata. 
A lo largo de su trayectoria recibió varias distinciones, entre las que se destacan el Gran Premio del Primer Salón de Grabado en 1951, el Premio a la mejor grabadora extranjera del Instituto Boliviano de Cultura Hispánica en 1954 y el Gran Premio Internacional VI Mostra Internazionale di Bianco e Nero en 1960. Fue proclamada Académica de Número de la Academia Nacional de Bellas Artes de Argentina el 18 de julio de 1985.